# Летописи Разлома
«Летописи Разлома» — цикл романов Ника Перумова в жанре фэнтези. Ключевое произведение об истории Упорядоченного. В него также входит цикл «Хранитель мечей» (по названиям книг известный также как «Цикл о Маге») и цикл «Зачарованный лес».

## Сюжет
Многосерийная сага о приключениях Кэра Лаэды — жителя волшебной Долины Магов, который убежал из своего дома в поисках приключений. Он пришёл в мир Мельина, где стал шпионом Серой Лиги под именем Фесс. Занявшему в разразившейся в Мельине междоусобице сторону Императора, Фессу удаётся получить артефакты народов Дану и гномов: Алмазный и Деревянный мечи. Их столкновение забрасывает Фесса в закрытый мир — Эвиал, где он, потеряв часть памяти, получает имя Неясыть и становится некромантом. Вскоре его начинает преследовать инквизиция, считая его предсказанным в пророчестве властелином Тьмы — Разрушителем. А поклонники тёмных сил, напротив, хотят толкнуть его на этот путь…

## Книги
- Алмазный меч, деревянный меч (в двух томах).
- Цикл «Хранитель мечей»:
  - Рождение мага
  - Странствия мага (в двух томах)
  - Одиночество мага (в двух томах)
  - Война мага: Дебют
  - Война мага: Миттельшпиль
  - Война мага: Эндшпиль
  - Война мага: Конец Игры (в двух томах)
- Цикл «Зачарованный Лес»:
  - Дочь некроманта
  - Вернуть посох
  - Эльфийская стража (Лемех и Борозда)

С циклом «Хранитель мечей» также тесно связаны повесть «Дочь Некроманта» (её герои присоединяются к повествованию в книге «Война Мага: Дебют») и цикл «Летописи Хьёрварда».